# Agrostis hoffmanni
Agrostis hoffmanni é uma espécie de gramínea do gênero Agrostis, pertencente à família Poaceae.